# Parti communiste réunionnais
Der Parti communiste réunionnais (PCR, dt. Kommunistische Partei Réunions) ist eine 1959 in Frankreich gegründete kommunistische politische Partei, die ausschließlich im Übersee-Département La Réunion antritt. Sie ist politisch und personell von dem Parti communiste français (PCF, dt. Kommunistische Partei Frankreichs) unabhängig. Der PCR hat auf La Réunion den Status einer Volkspartei. Bei den vergangenen Parlamentswahlen 2007 erreichten die von ihm unterstützten Kandidaten insgesamt 25,28 Prozent und somit einen Sitz in der französischen Nationalversammlung; bei der Europawahl 2009 in Frankreich erreichte er einen Sitz im Europäischen Parlament. In der Nationalversammlung war der PCR mit einer Abgeordneten vertreten, die der Fraktion Gauche démocrate et républicaine angehörte. In den früheren Legislaturperioden waren die Abgeordneten der Kommunistischen Partei Réunions Mitglied der Fraktion Radicaux, Citoyens et Verts, der Groupe communiste oder fraktionslos. Presseorgan des PCR ist die Tageszeitung Témoignages.
Mit Younous Omarjee hatte die Partei einen Abgeordneten im Europäischen Parlament.